# 23e cérémonie des Dallas-Fort Worth Film Critics Association Awards
La 23e cérémonie des Dallas-Fort Worth Film Critics Association Awards (DFWFCA Awards), décernés par la Dallas-Fort Worth Film Critics Association, a eu lieu le 16 décembre 2013 et a récompensé les films réalisés dans l'année,,.

## Palmarès

### Meilleur film
1. Twelve Years a Slave
2. Gravity
3. Nebraska
4. American Bluff (American Hustle)
5. Dallas Buyers Club
6. Her
7. Le Loup de Wall Street (The Wolf of Wall Street)
8. Inside Llewyn Davis
9. Capitaine Phillips (Captain Phillips)
10. Mud : Sur les rives du Mississippi (Mud)

### Meilleur réalisateur
1. Alfonso Cuarón pour Gravity
2. Steve McQueen pour Twelve Years a Slave
3. Alexander Payne pour Nebraska
4. David O. Russell pour American Bluff (American Hustle)
5. Martin Scorsese pour Le Loup de Wall Street (The Wolf of Wall Street)

### Meilleur acteur
1. Matthew McConaughey pour le rôle de Ron Woodroof dans Dallas Buyers Club
2. Chiwetel Ejiofor pour le rôle de Solomon Northup dans Twelve Years a Slave
3. Bruce Dern pour le rôle de Woody Grant dans Nebraska
4. Tom Hanks pour le rôle de Richard Phillips dans Capitaine Phillips (Captain Phillips)
5. Leonardo DiCaprio pour le rôle de Jordan Belfort dans Le Loup de Wall Street (The Wolf of Wall Street)

### Meilleure actrice
1. Cate Blanchett pour le rôle de Jasmine dans Blue Jasmine
2. Sandra Bullock pour le rôle du Dr Ryan Stone dans Gravity
3. Judi Dench pour le rôle de Philomena Lee dans Philomena
4. Meryl Streep pour le rôle de Violet Weston dans Un été à Osage County (August: Osage County)
5. Emma Thompson pour le rôle de Pamela L. Travers dans Dans l'ombre de Mary (Saving Mr. Banks)

### Meilleur acteur dans un second rôle
1. Jared Leto pour le rôle de Rayon dans Dallas Buyers Club
2. Michael Fassbender pour le rôle d'Edwin Epps dans Twelve Years a Slave
3. Barkhad Abdi pour le rôle d'Abduwali Muse dans Capitaine Phillips (Captain Phillips)
4. Daniel Brühl pour le rôle de Niki Lauda dans Rush
5. Jonah Hill pour le rôle de Danny Porush dans Le Loup de Wall Street (The Wolf of Wall Street)

### Meilleure actrice dans un second rôle
1. Lupita Nyong'o pour le rôle de Patsey l'esclave dans Twelve Years a Slave
2. June Squibb pour le rôle de Kate Grant dans Nebraska
3. Jennifer Lawrence pour le rôle de Rosalyn Rosenfeld dans American Bluff (American Hustle)
4. Julia Roberts pour le rôle de Barbra Weston-Fordham dans Un été à Osage County (August: Osage County)
5. Sally Hawkins pour le rôle de Ginger dans Blue Jasmine

### Meilleur scénario
1. Twelve Years a Slave – John Ridley

2. (ex æquo) Her – Spike Jonze
2. (ex æquo) Nebraska – Bob Nelson

### Meilleure photographie
1. Gravity – Emmanuel Lubezki
2. Twelve Years a Slave – Sean Bobbitt

### Meilleure musique de film
1. Gravity – Steven Price

### Meilleur film en langue étrangère
1. La Vie d'Adèle  France  Belgique  Espagne
2. La Chasse (Jagten)  Danemark
3. La grande bellezza  Italie  France
4. Le vent se lève (風立ちぬ, Kaze tachinu)  Japon
5. The Grandmaster  Hong Kong

### Meilleur film d'animation
1. La Reine des neiges (Frozen)
2. Moi, moche et méchant 2 (Despicable Me 2)

### Meilleur film documentaire
1. Twenty Feet from Stardom
2. The Act of Killing (Jagal)
3. Stories We Tell
4. Blackfish
5. The Gatekeepers (שומרי הסף)

### Russell Smith Award
Meilleur film indépendant
1. Fruitvale Station